# Монтекалво (Болоња)
Монтекалво (итал. Montecalvo) је насеље у Италији у округу Болоња, региону Емилија-Ромања.
Према процени из 2011. у насељу је живело 299 становника. Насеље се налази на надморској висини од 305 м.